# Harald Edelstam

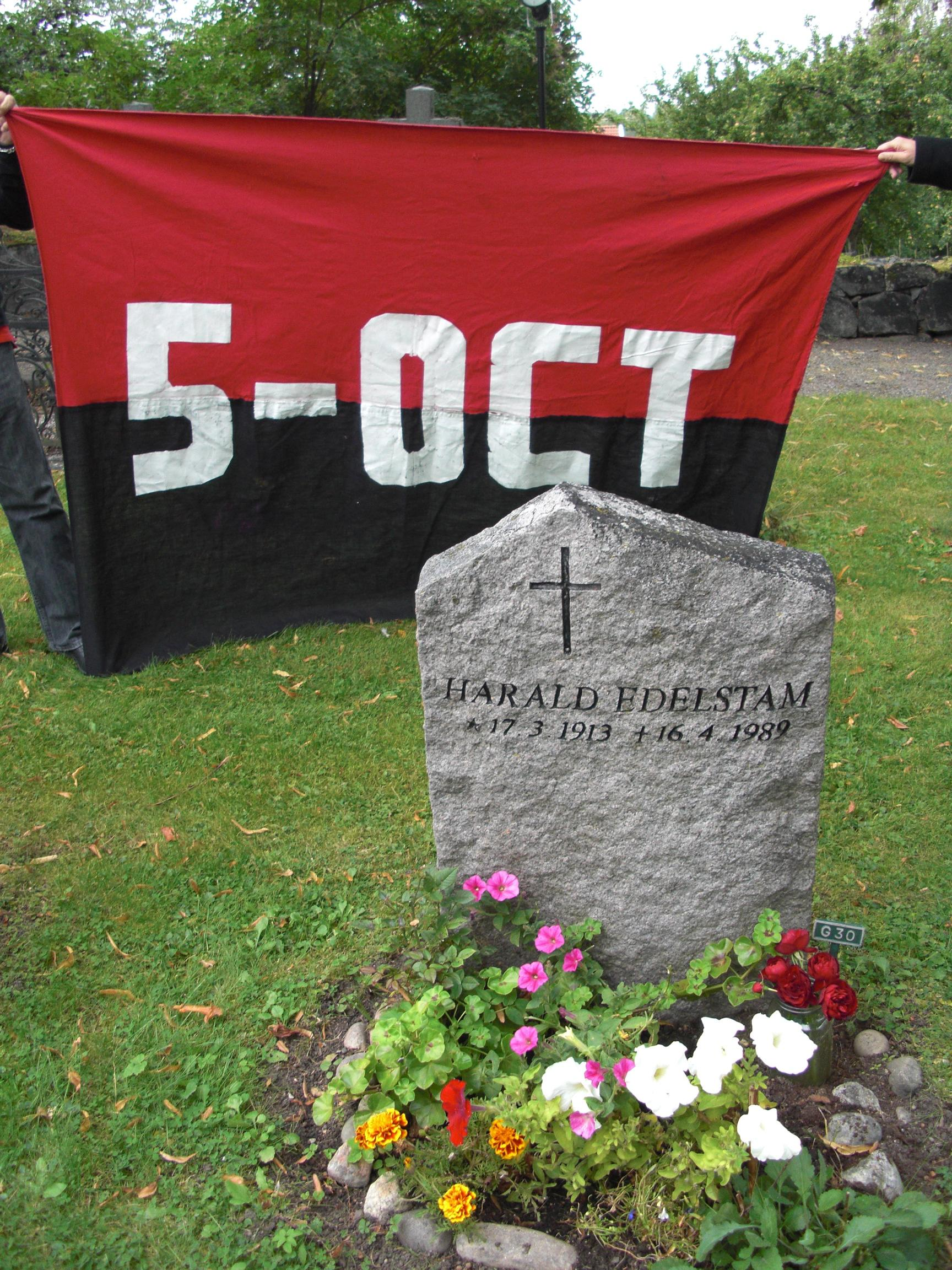
Edelstams túmulo, 11 de Setembro de 2010, no discurso comemorativo no aniversário do golpe militar no Chile. Eckerö, Estocolmo, Suécia.

Gustav Harald Edelstam (17 de março de 1913 - 16 de abril de 1989) foi um diplomata sueco. Durante a Segunda Guerra Mundial, Edelstam ganhou o apelido de "Svarta nejlikan" ("O Cavaleiro Negro", uma referência a Pimpinela Escarlate) por ajudar agentes sabotadores da Special Operations Executive a escapar dos alemães.
Posteriormente serviu como cônsul da Suécia en Istambul e como embaixador na Indonésia e Filipinas de 1966 a 1968. Entre 1969 e 1972 foi embaixador na Guatemala, Costa Rica, Honduras e El Salvador, e em 1972-1973 no Chile.
Um filme sobre as atividades de Edelstam no Chile, The Black Pimpernel, foi lançado em setembro de 2007.
Servindo na Embaixada sueca no Chile, após o golpe que depôs Allende, Edelstam salvou da morte certa centenas de presos políticos, concedendo asilo diplomático, emitindo documentos, de várias nacionalidades, como cubanos e uruguaios, inclusive cerca de 20 brasileiros. Foi considerado "persona non grata" pela ditadura chilena, e após seu retorno à Suécia, serviu na embaixada da Argélia de 1974 a 1979. 
Morreu em 1989, de câncer. 
Em 25 de agosto de 2016, por proposição do Movimento de Justiça e Direitos Humanos, uma praça de Porto Alegre/RS recebeu seu nome. A justificativa está em que mesmo nunca tendo visitado a cidade, ele salvou muitas pessoas, dentre as quais ao menos um residente na capital gaucha. Prestou, pois, serviços a toda humanidade, colocando sua vida em risco para defender os Direitos Humanos. 